# Manu Lima
Manu Lima est un auteur-compositeur-interprète sénégalo-capverdien spécialiste de musique capverdienne (zouk, funana, cabo, cabo love), né à Dakar au Sénégal.
Il fut membre et ancien leader du groupe cap-verdien Cabo verde Show où il produisit des titres tels que Bo ca tem mas, Bo ca sabe, P.A.I, Joana, Mansinha, et Casa ma um criola. Il a aussi travaillé comme producteur musical avec des artistes sénégalais comme Boy Marone.